# Сант'Алесио ин Аспромонте
Сант'Алесио ин Аспромонте (итал. Sant'Alessio in Aspromonte) је насеље у Италији у округу Ређо ди Калабрија, региону Калабрија.
Према процени из 2011. у насељу је живело 322 становника. Насеље се налази на надморској висини од 580 м.

## Становништво
Према резултатима пописа становништва 2011. у општини је живело 323 становника.
| 1931. | 1936. | 1951. | 1961. | 1971. | 1981. | 1991. | 2001. | 2011. |
| ----- | ----- | ----- | ----- | ----- | ----- | ----- | ----- | ----- |
| 1.012 | 1.030 | 1.029 | 901   | 766   | 639   | 552   | 436   | 323   |